# Asz-Szaubak
Asz-Szaubak – miasto w Jordanii, w muhafazie Ma’an. W 2015 roku liczyło 4275 mieszkańców.